# Mariette Monpierre
 (avril 2025).
Si vous disposez d'ouvrages ou d'articles de référence ou si vous connaissez des sites web de qualité traitant du thème abordé ici, merci de compléter l'article en donnant les références utiles à sa vérifiabilité et en les liant à la section « Notes et références ».
 (avril 2025).
- Si vous ne connaissez pas le sujet, laissez ce bandeau (vous pouvez alors contacter les auteurs).
- Si vous supprimez le contenu mis en cause (vous pouvez préalablement contacter les auteurs),

argumentez précisément cette suppression dans la page de discussion
(un manque de référence n'est pas un argument ; une recherche réelle de référence doit avoir été effectuée, être formellement documentée).
Mariette Monpierre est une réalisatrice, autrice et productrice franco americaine née en Guadeloupe, figure du cinéma antillais & franco-caribéen. Ses films racontent la vie, l'amour, la guérison et la multi-culturalité.

## Biographie

### Enfance
Née à Pointe-à-Pitre d'un père inconnu, elle a grandi dans un « guetto » appelé Lakou boucard des Abymes. Elle a été élevée par sa grand-mère et sa mère. Cela explique peut-être les thèmes récurrents dans l'œuvre de la cinéaste : l'amour, l'absence du père, la séparation, l'errance (la « drive » en créole) et la quête identitaire.
Durant son enfance et jusqu'à l'âge de 7 ans. Sa tante, caissière au cinéma Rex & Renaissance, l'emmène au cinéma très régulièrement. Elle est alors imprégnée des péplums, des films Bollywood, des westerns et des drames et comédies hollywoodiennes.
Elle grandit ensuite dans le quartier populaire des Halles à Paris. Par la suite, sa mère continue de l'emmener au cinéma du Luxor à Barbès-Rochechouart.
Étudiante en langues étrangères appliquées à la Sorbonne, elle se passionne pour les voyages et les États-Unis. Elle obtient une bourse d'études à l'université de Smith College dans le Massachussetts où elle obtient un Master en Cinéma & Civilisation américaine. À ce moment, elle fait ses premiers courts métrages d'école.

### Début au cinéma et à la télévision
Elle commence sa carrière à l’agence BBDO New York où elle produit des publicités pour Pepsi, Visa, Fedex et Gillette. Son court-métrage Rendez-Vous est nommé en 2002 au prix Djibril Diop Mambety à Cannes. Sweet Mickey for President ?, un portrait de l’ancien président haïtien, remporte en 2003, le prix du meilleur documentaire au Reel Sisters Film Festival à NY.

### Réalisatrice (filmographie non exhaustive)
Le Bonheur d’Elza, son premier long métrage de fiction, est le coup de cœur du New York Times lors de sa sortie au cinéma aux États-Unis en 2012. Il remporte plusieurs prix aux États-Unis et à l’international dont le prix Paul Robeson au FESPACO 2013.
En 2018, la chaine américaine PBS fait l’acquisition de son documentaire Entre 2 Rives. Elle signe en 2019 la réalisation de 2 documentaires, Les Soldats de la Terre et Tournés vers la Mecque, diffusés sur France Ô et France 3. Ce dernier remporte le prix spécial du jury au festival FEMI 2021. Tournés vers La Mecque est un documentaire sur les antillais convertis à l'islam et leur isolement.
Les Passagers du Pont, Les Derniers Blancs Matignon de Guadeloupe et Mario, une vie de musique sur la vie du musicien Mario Canonge (France Télévisions) sont diffusés sur Canal+ Antilles et France 3 national.
Mariette signe la réalisation de sa première série télé, Manmzel New York, une fiction de 6 épisodes diffusée sur France Télévisions.

## Récompenses et distinctions
- Sélection de la Critique du New York Times lors de la sortie au cinéma à NY, 2012[2]
- Meilleur Film, Festival Urbain de Cleveland, USA, 2013 pour Le bonheur d'Elza
- Meilleur Film de la Diaspora, Prix Paul Robeson, FESPACO 2013  pour Le bonheur d'Elza
- Meilleur Film, Festival International de Roxbury, USA, 2012  pour Le bonheur d'Elza
- BAFTA Festival Choice Award, Festival du Film Pan Africain de L.A., 2012  pour Le bonhneur d'Elza
- Mention Spéciale du Jury - premier film + Prix des programmateurs PAFF L.A. 2012  pour Le bonheur d'Elza
- Prix Spécial du Jury au FEMI 2021 pour Tournés vers La Mecque
- Prix d'honneur pour l'ensemble de sa carrière cinématographique au FEMI 2025

## Filmographie

### Réalisatrice et scénariste
- 1996 : Malavoi, Cocktail Caraïbe, court-métrage documentaire (BNF 38353143)
- 1997 : Knowdege is power
- 2001 : Did you F...?, court métrage
- 2002 : Leny Escudero, faim de mots, documentaire
- 2002 : Malavoi marronage, documentaire
- 2002 : Sweet Micky for President?, documentaire, prix du meilleur documentaire au festival Reel sister of the diaspora new york
- 2002 : Rendez-vous[3], court-métrage, sélectionné à Milan, Toronto, Séoul, Ouagadougou, Marrakech, Montréal, Harlem, FEMI, Reel sisters New York et nommé au prix Djibril Diop Mambety à Cannes
- 2005 : Chez Moi, court métrage
- 2005:  Paris, la métisse[4]( partie d'une série de 15 courts-métrages constituant le film)
- 2006 : Gerty Archimède : La candidate du peuple, documentaire
- 2006 : Le Vent de sable et le bambou, court métrage
- 2008: Blame it on the tango, court métrage
- 2011 : Le Bonheur d'Elza, long métrage
- 2011 : Malavoi, Racines Caraïbes, court-métrage documentaire, distributeur AZTEC Musique[5]
- 2012 : Malavoi, une histoire Martiniquaise (documentaire)
- 2012 : Hervé Lelu, la musique en partage (documentaire)
- 2015 : Black Kiss (documentaire, atelier Varan)
- 2017 : Entre deux rives (documentaire PBS, public broadcasting services)
- 2018 : Caribbean girl NYC (pilote série télévision)
- 2019 : Un papillon tournée vers La Mecque (documentaire)
- 2019 : Les soldats de la terre (documentaire)
- 2021 : L'amour à l'épreuve (épisodes Bancs pays)
- 2022 : Les passagers du pont (documentaire)
- 2022 : Les derniers blancs Matignon (documentaire)
- 2023 : Mario Canonge (documentaire)
- 2024 : Mamnzel New York (série en 6 épisodes avec France Télévisons)

### Productrice
- 2009 : One more vote for Obama[6], de Mama Keïta : productrice déléguée
- 2011 : Le Bonheur d'Elza de Mariette Monpierre
- 2024 : Manmzel New york de Mariette Monpierre